# 다쓰카와촌 (에히메현)
다쓰카와촌(立川村)은 에히메현 기타군에 설치되었던 촌이다. 현재의 우치코정에 해당한다.